# Parigny-la-Rose
Parigny-la-Rose település Franciaországban, Nièvre megyében. Lakosainak száma 33 fő (2022. január 1.). Parigny-la-Rose Varzy, Cuncy-lès-Varzy, Beuvron, Chevannes-Changy, Marcy és Taconnay községekkel határos.

## Népesség
A település népességének változása:
| Lakosok száma | 40   | 39   | 41   | 37   | 36   | 34   | 33   | 33   |
|               | 2013 | 2015 | 2017 | 2018 | 2019 | 2020 | 2021 | 2022 |